# Lucas Ferreira
Lucas Ferreira de Oliveira es un deportista brasileño que compite en taekwondo. Ganó dos medallas de plata en el Campeonato Panamericano de Taekwondo en los años 2014 y 2016.

## Palmarés internacional
| Campeonato Panamericano | Campeonato Panamericano | Campeonato Panamericano | Campeonato Panamericano |
| Año                     | Lugar                   | Medalla                 | Categoría               |
| ----------------------- | ----------------------- | ----------------------- | ----------------------- |
| 2014                    | Aguascalientes (México) | Medalla de plata        | –87 kg                  |
| 2016                    | Querétaro (México)      | Medalla de plata        | –87 kg                  |